# Aeroportul London Oxford
Aeroportul London Oxford (IATA: OXF, ICAO: EGTK) este un aeroport din Kidlington, Cherwell, Oxfordshire, South East England, Anglia, Regatul Unit ce deservește zona Oxford. Aeroportul a fost tranzitat în 2022 de 120 de pasageri. A fost deschis în 1935 și numit după Londra.
Situat la o altitudine de 82 m, aeroportul dispune de 2 piste.

## Infrastructură

### Piste
Aeroportul dispune de 2 piste. Pista 01/19 are suprafața de asfalt și dimensiunile 1.552 m × 30 m. Pista 11/29 are suprafața de asfalt și dimensiunile 760 m × 28 m. 